# Gnidia meyeri
Gnidia meyeri är en tibastväxtart som beskrevs av Carl Daniel Friedrich Meisner. Gnidia meyeri ingår i släktet Gnidia och familjen tibastväxter. Inga underarter finns listade i Catalogue of Life.